# Dawn Burrell
Dawn C. Burrell-Campbell (ur. 1 listopada 1973 w Filadelfii) – amerykańska lekkoatletka specjalizująca się w skoku w dal (jako juniorka uprawiała również krótkie biegi płotkarskie), uczestniczka letnich igrzysk olimpijskich w Sydney (2000), halowa mistrzyni świata z Lizbony (2001). Młodsza siostra sprintera Leroya Burrella.

## Sukcesy sportowe
- mistrzyni Stanów Zjednoczonych w skoku w dal – 1999[1]
- trzykrotna halowa mistrzyni Stanów Zjednoczonych w skoku w dal – 1997, 1998, 2001[2]

| Rok  | Miasto        | Zawody                      | Konkurencja       | Wynik         |
| ---- | ------------- | --------------------------- | ----------------- | ------------- |
| 1992 | Seul          | mistrzostwa świata juniorów | bieg na 100 m ppł | 7. miejsce    |
| 1995 | Mar del Plata | igrzyska panamerykańskie    | skok w dal        | 5. miejsce    |
| 1999 | Maebashi      | halowe mistrzostwa świata   | skok w dal        | 8. miejsce    |
| 1999 | Sewilla       | mistrzostwa świata          | skok w dal        | 6. miejsce    |
| 2000 | Sydney        | igrzyska olimpijskie        | skok w dal        | 10. miejsce   |
| 2000 | Doha          | finał Grand Prix IAAF       | skok w dal        | srebrny medal |
| 2001 | Lizbona       | halowe mistrzostwa świata   | skok w dal        | złoty medal   |

## Rekordy życiowe
- bieg na 60 m (hala) – 8,12 – Dortmund 11/02/2001
- bieg na 100 m – 11,56 – Mito 05/05/1999
- bieg na 100 m ppł – 13,21 – Osaka 08/05/1999
- skok w dal – 6,98 – Sztokholm 01/08/2000
- skok w dal (hala) – 7,03 – Lizbona 10/03/2001